# IC 643
IC 643 ist eine linsenförmige Galaxie vom Hubble-Typ S0/a im Sternbild Löwe an der Ekliptik. Sie ist schätzungsweise 309 Millionen Lichtjahre von der Milchstraße entfernt.
Das Objekt wurde am 31. März 1892 vom französischen Astronomen Stéphane Javelle entdeckt.